# Вармо
Вармо (итал. Varmo) је насеље у Италији у округу Удине, региону Фурланија-Јулијска крајина.
Према процени из 2011. у насељу је живело 709 становника. Насеље се налази на надморској висини од 17 м.

## Становништво
| 1951. | 1961. | 1971. | 1981. | 1991. | 2001. | 2011. |
| ----- | ----- | ----- | ----- | ----- | ----- | ----- |
| 4.990 | 3.762 | 3.190 | 3.198 | 3.012 | 2.892 | 2.830 |